# Autry
Autry és un municipi francès situat al departament de les Ardenes i a la regió del Gran Est. L'any 2007 tenia 147 habitants.

## Demografia

### Població
El 2007 la població de fet d'Autry era de 147 persones. Hi havia 65 famílies de les quals 12 eren unipersonals (12 homes vivint sols), 29 parelles sense fills, 16 parelles amb fills i 8 famílies monoparentals amb fills.
La població ha evolucionat segons el següent gràfic:
Habitants censats

### Habitatges
El 2007 hi havia 76 habitatges, 63 eren l'habitatge principal de la família, 11 eren segones residències i 2 estaven desocupats. Tots els 76 habitatges eren cases. Dels 63 habitatges principals, 61 estaven ocupats pels seus propietaris i 2 estaven llogats i ocupats pels llogaters; 1 tenia dues cambres, 6 en tenien tres, 17 en tenien quatre i 38 en tenien cinc o més. 36 habitatges disposaven pel capbaix d'una plaça de pàrquing. A 33 habitatges hi havia un automòbil i a 25 n'hi havia dos o més.

### Piràmide de població
La piràmide de població per edats i sexe el 2009 era:
| Homes | Edats   | Dones |
| ----- | ------- | ----- |
| 0     | 95 o +  | 0     |
| 0     | 90 a 94 | 0     |
| 4     | 85 a 89 | 0     |
| 0     | 80 a 84 | 0     |
| 0     | 75 a 79 | 8     |
| 0     | 70 a 74 | 8     |
| 4     | 65 a 69 | 4     |
| 16    | 60 a 64 | 12    |
| 0     | 55 a 59 | 4     |
| 8     | 50 a 54 | 4     |
| 0     | 45 a 49 | 4     |
| 4     | 40 a 44 | 0     |
| 4     | 35 a 39 | 4     |
| 4     | 30 a 34 | 8     |
| 0     | 25 a 29 | 4     |
| 0     | 20 a 24 | 0     |
| 0     | 15 a 19 | 0     |
| 0     | 10 a 14 | 4     |
| 4     | 5 a 9   | 0     |
| 4     | 0 a 4   | 4     |

## Economia
El 2007 la població en edat de treballar era de 80 persones, 52 eren actives i 28 eren inactives. De les 52 persones actives 45 estaven ocupades (27 homes i 18 dones) i 6 estaven aturades (1 home i 5 dones). De les 28 persones inactives 12 estaven jubilades, 5 estaven estudiant i 11 estaven classificades com a «altres inactius».

### Ingressos
El 2009 a Autry hi havia 62 unitats fiscals que integraven 141 persones, la mediana anual d'ingressos fiscals per persona era de 14.503 €.

### Activitats econòmiques
Dels 3 establiments que hi havia el 2007, 1 era d'una empresa extractiva, 1 d'una empresa de construcció i 1 d'una empresa d'hostatgeria i restauració.
L'únic servei als particulars que hi havia el 2009 era un electricista.
L'any 2000 a Autry hi havia 5 explotacions agrícoles.

## Poblacions més properes
El següent diagrama mostra les poblacions més properes.